# Boria
Boria is een plaats in het Poolse district  Ostrowiecki, woiwodschap Święty Krzyż. De plaats maakt deel uit van de gemeente Ćmielów en telt 270 inwoners.